# Терещенко Олександр Володимирович
Олександр Володимирович Терещенко (1901, місто Архангельськ, тепер Російська Федерація — серпень 1975, місто Ленінград, тепер місто Санкт-Петербург, Російська Федерація) — радянський діяч органів держбезпеки, міністр державної безпеки (внутрішніх справ) Киргизької РСР, голова КДБ при Раді міністрів Киргизької РСР, полковник. Депутат Верховної ради СРСР 4-го скликання.

## Біографія
Народився в родині майстра ливарного цеху суднобудівної верфі. У 1917 році закінчив чотирикласне міське училище в Архангельську.
До жовтня 1917 року — учень школи суднових механіків, матрос пароплава «Пожарный» в Архангельську. З жовтня 1917 до грудня 1918 року не працював, проживав у Києві.
У грудні 1918 — травні 1920 року — червоноармієць 116-го артилерійського дивізіону 151-ї бригади 51-ї стрілецької дивізії РСЧА в Києві і Одесі та на Східному фронті.
У травні 1920 — серпні 1922 року — кочегар на пароплавах «Персей» та «Умба» фабрики рибного тресту «Севжелрыба» в Архангельську.
У серпні 1922 — червні 1924 року — помічник командира взводу кавалерійського ескадрону 23-ї стрілецької дивізії РСЧА в Харкові.
У червні 1924 — березні 1926 року — дільничний наглядач та позаштатний агент підвідділу карного розшуку Архангельського губернського адміністративного відділу в Архангельську. У березні 1926 — вересні 1928 року — старший агент та інспектор підвідділу карного розшуку Омського губернського адміністративного відділу в Омську. З вересня 1928 до вересня 1929 року — курсант 2-ї Омської школи міліцейсько-адміністративних працівників НКВС РРФСР.
У вересні 1929 — жовтні 1930 року — старший агент, заступник начальника підвідділу карного розшуку Бійського окружного адміністративного відділу. У жовтні 1930 — 1931 року — інспектор, оперуповноважений і начальник відділення карного розшуку Управління міліції Західно-Сибірського краю в Новосибірську.
У 1931 році — помічник коменданта Кето-Чулимської комендатури Повноважного представництва ОДПУ по Західно-Сибірському краю. З травня 1931 до вересня 1932 року — начальник в'язниці в місті Барабінську Західно-Сибірського краю. У 1932—1933 роках — заступник начальника виправно-трудової колонії в сел. Іскітім. У 1933—1935 роках — старший інспектор, начальник відділення охорони управління виправно-трудових таборів і колоній Повноважного представництва ОДПУ (УНКВС) по Західно-Сибірському краю. У 1935—1936 роках — начальник виправно-трудової колонії в Західно-Сибірському краю.
У 1936—1938 роках — старший інспектор, начальник відділення відділу охорони управління виправно-трудових таборів і колоній УНКВС по Новосибірській області. У серпні 1938 — листопаді 1939 року — начальник відділення 3-го відділу Сиблагу НКВС у місті Маріїнську. У 1939 році закінчив вечірню 10-річну середню школу.
У листопаді 1939 — квітні 1941 року — начальник відділення 3-го (оперативно-чекістського) відділу управління виправно-трудових таборів і колоній УНКВС по Новосибірській області.
Член ВКП(б) з березня 1940 року.
У квітні 1941 — 1942 року — начальник слідчого відділення оперативно-чекістського відділу управління виправно-трудових таборів і колоній УНКВС по Новосибірській області. У 1942 році — начальник відділення 3-го спецвідділу УНКВС по Новосибірській області. У 1942 — травні 1943 року — начальник відділення економічного відділу УНКВС по Новосибірській області. У травні 1943 — квітні 1944 року — помічник начальника 2-го відділу УНКДБ по Новосибірській області. У квітні 1944 — березні 1945 року — заступник начальника слідчого відділу УНКДБ по Новосибірській області. У березні 1945 — 1946 року — начальник оперативного відділу УНКДБ по Новосибірській області. У 1946 — 27 серпня 1949 року — начальник 4-го відділу УМДБ по Новосибірській області.
27 серпня 1949 — 21 квітня 1951 року — заступник начальника УМДБ по Новосибірській області.
21 квітня 1951 — 6 червня 1952 року — начальник УМДБ по Брянській області.
6 червня 1952 — 16 березня 1953 року — міністр державної безпеки Киргизької РСР.
16 березня 1953 — 27 березня 1954 року — міністр внутрішніх справ Киргизької РСР.
27 березня 1954 — 11 лютого 1956 року — голова КДБ при Раді міністрів Киргизької РСР.
З травня 1956 року — на пенсії в місті Фрунзе, з квітня 1960 року — в Ленінграді. У лютому 1962 — лютому 1963 року працював інженером на суднобудівному заводі імені Свердлова в Ленінграді. З лютого 1963 року — на пенсії в Ленінграді.
Помер у серпні 1975 року в Ленінграді (Санкт-Петербурзі).

## Звання
- підполковник державної безпеки
- полковник (1952)

## Нагороди
- орден Леніна (6.11.1946)
- два ордени Червоного Прапора (19.01.1945, 23.05.1952)
- чотири медалі
- знак Заслужений працівник НКВС (28.01.1944)